# Kongsvinger Idrettslag Toppfotball 1998
Questa voce raccoglie le informazioni riguardanti il Kongsvinger Idrettslag Toppfotball nelle competizioni ufficiali della stagione 1998.

## Rosa
| N. |                     | Ruolo | Calciatore        |
| -- | ------------------- | ----- | ----------------- |
|    | Ghana (bandiera)    | D     | Abdul Karim Ahmed |
|    | Svezia (bandiera)   | A     | Andreas Alm       |
|    | Norvegia (bandiera) | D     | Øivind Berg       |
|    | Norvegia (bandiera) | C     | Trym Bergman      |
|    | Norvegia (bandiera) | D     | Charles Berstad   |
|    | Norvegia (bandiera) | C     | Eirik Dybendal    |
|    | Svezia (bandiera)   | A     | Ludwig Ernstsson  |
|    | Norvegia (bandiera) | D     | Vidar Evensen     |
|    | Norvegia (bandiera) | C     | Marius Gullerud   |
|    | Svezia (bandiera)   | C     | Johan Hammarström |
|    | Norvegia (bandiera) | D     | Vegard Hansen     |
|    | Norvegia (bandiera) | D     | Jon Inge Høiland  |
|    | Norvegia (bandiera) | A     | Pål Håpnes        |

| N. |                     | Ruolo | Calciatore          |
| -- | ------------------- | ----- | ------------------- |
|    | Fær Øer (bandiera)  | C     | Julian Johnsson     |
|    | Islanda (bandiera)  | D     | Gunnlaugur Jónsson  |
|    | Norvegia (bandiera) | C     | Jørn Karlsrud       |
|    | Norvegia (bandiera) | P     | Ole Arvid Langnes   |
|    | Norvegia (bandiera) | P     | Johan Martin Lianes |
|    | Norvegia (bandiera) | A     | André Schei Lindbæk |
|    | Norvegia (bandiera) | D     | Ståle Rønningen     |
|    | Norvegia (bandiera) | C     | Sven Erik Sætre     |
|    | Norvegia (bandiera) | C     | Harald Solberg      |
|    | Norvegia (bandiera) | C     | Lars Sørlien        |
|    | Norvegia (bandiera) | D     | Harald Stormoen     |
|    | Norvegia (bandiera) | D     | Hai Ngoc Tran       |

## Risultati

### Campionato

#### Girone di andata
| Arbitro: | Øvrebø (Oslo) |

|  |           |                               |
|  | Marcatori | 11’ Alm 16’ Evensen 45’ Sætre |

| Arbitro: | Skjervold |

|                          |           |                       |
| Evensen 56’ Gullerud 69’ | Marcatori | 44’ Løvvik 86’ Mjelde |

| Arbitro: | Kvam |

|                         |           |         |
| Belsvik 30’ Finstad 74’ | Marcatori | 20’ Alm |

| Kongsvinger 30 aprile 1998, ore 19:00 CEST 4ª giornata | Kongsvinger     | 0 – 0 referto | Bodø/Glimt | Gjemselund Stadion (2.669 spett.)\| Arbitro: \| Berntsen (Vang) \| |
| Arbitro:                                               | Berntsen (Vang) |               |            |                                                                    |

| Arbitro: | Skjerven (Kaupanger) |

|                       |           |  |
| Løvlien 83’ Sylte 86’ | Marcatori |  |

| Arbitro: | Berntsen (Vang) |

|                                   |           |                        |
| Solberg 20’ Sætre 33’ Bergman 61’ | Marcatori | 36’ Øren 51’ Hillestad |

| Arbitro: | Olsen (Kristiansand) |

|  |           |                                   |
|  | Marcatori | 24’ Lund 36’ Schiller 45’ Sundgot |

| Arbitro: | Hauge (Bergen) |

|                                 |           |                          |
| Ødegaard 85’ Evensen 90’ (aut.) | Marcatori | 53’, 71’ Solberg 89’ Alm |

| Arbitro: | Fiskum |

|                         |           |                                                                            |
| Gullerud 5’ Bergman 77’ | Marcatori | 19’, 33’ Strand 41’, 72’, 83’, 86’ Rushfeldt 65’ Skammelsrud 70’ Bergdølmo |

| Arbitro: | Kvam |

|                                        |           |  |
| Guðmundsson 44’ Johansen 60’ Lange 68’ | Marcatori |  |

| Arbitro: | Staberg |

|                   |           |             |
| Sætre 24’ Alm 53’ | Marcatori | 51’ Karlsen |

| Arbitro: | Fiskum |

|                                                       |           |                           |
| Flindt-Bjerg 14’ Daðason 15’ Helgason 89’ Berland 90’ | Marcatori | 19’ Bergman 87’ Ernstsson |

| Arbitro: | Staberg |

|  |           |             |
|  | Marcatori | 67’ Nygaard |

#### Girone di ritorno
| Arbitro: | Olsen (Kristiansand) |

|                                |           |  |
| Bergman 17’, 39’ Ernstsson 63’ | Marcatori |  |

| Arbitro: | Kvam |

|                               |           |  |
| Guntveit 36’ Helstad 68’, 82’ | Marcatori |  |

| Arbitro: | Berntsen (Vang) |

|         |           |                                               |
| Alm 27’ | Marcatori | 7’, 11’, 90’ Belsvik 34’ Jansson 46’ Andresen |

| Kongsvinger 9 agosto 1998, ore 18:00 CEST 17ª giornata | Bodø/Glimt | 0 – 0 referto | Kongsvinger | Gjemselund Stadion (2.841 spett.)\| Arbitro: \| Kamben \| |
| Arbitro:                                               | Kamben     |               |             |                                                           |

| Arbitro: | Eriksen (Kaupanger) |

|                           |           |                                         |
| Ernstsson 72’ Bergman 73’ | Marcatori | 38’, 53’ Månsson 47’ Sylte 69’ Johansen |

| Arbitro: | Berntsen (Vang) |

|                        |           |                                                        |
| Hjelmhaug 72’ Øren 76’ | Marcatori | 13’ Håpnes 14’, 83’ Gullerud 54’ Ernstsson 77’ Solberg |

| Arbitro: | Alseth (Stjørdal) |

|                                        |           |             |
| Fjørtoft 7’, 65’ Lund 69’ Schiller 90’ | Marcatori | 39’ Bergman |

| Arbitro: | Olsen (Kristiansand) |

|            |           |                                   |
| Lindbæk 4’ | Marcatori | 22’ Walltin 26’ Levernes 70’ Hovi |

| Arbitro: | Kamben |

|                                              |           |  |
| Rushfeldt 17’ Strand 49’ Berg 87’ Dahlum 90’ | Marcatori |  |

| Arbitro: | Skjerven (Kaupanger) |

|                          |           |           |
| Johnsson 3’ Dybendal 49’ | Marcatori | 85’ Lange |

| Arbitro: | Kvam |

|            |           |  |
| George 16’ | Marcatori |  |

| Arbitro: | Hauge (Bergen) |

|             |           |             |
| Bergman 85’ | Marcatori | 78’ Daðason |

| Arbitro: | Skjervold |

|             |           |         |
| Nygaard 53’ | Marcatori | 44’ Alm |

#### Qualificazioni per la Tippeligaen 1999
| Kongsvinger 28 ottobre 1998, ore 14:00 CEST Andata | Kongsvinger    | 2 – 2 referto | Kjelsås | Gjemselund Stadion (2.016 spett.)\| Arbitro: \| Hauge (Bergen) \| |
| Arbitro:                                           | Hauge (Bergen) |               |         |                                                                   |

| Oslo 31 ottobre 1998, ore 13:00 CEST Ritorno | Kjelsås              | 0 – 5 referto | Kongsvinger | Grefsen Stadion (3.293 spett.)\| Arbitro: \| Olsen (Kristiansand) \| |
| Arbitro:                                     | Olsen (Kristiansand) |               |             |                                                                      |

### Coppa di Norvegia
| Kongsvinger 4 giugno 1998, ore ??:?? CEST Terzo turno           | Kongsvinger | 2 – 1 referto | Raufoss | Gjemselund Stadion |
| \| \| \| \| \| Ernstsson 53’, 60’ \| Marcatori \| 55’ Strand \| |             |               |         |                    |
|                                                                 |             |               |         |                    |
| Ernstsson 53’, 60’                                              | Marcatori   | 55’ Strand    |         |                    |

| Kongsvinger 15 luglio 1998, ore ??:?? CEST Quarto turno                             | Kongsvinger | 1 – 3 (d.t.s.) referto       | Stabæk | Gjemselund Stadion |
| \| \| \| \| \| Ernstsson 17’ (rig.) \| Marcatori \| 77’ Belsvik 107’, 112’ Kolle \| |             |                              |        |                    |
|                                                                                     |             |                              |        |                    |
| Ernstsson 17’ (rig.)                                                                | Marcatori   | 77’ Belsvik 107’, 112’ Kolle |        |                    |

### Coppa Intertoto
| 20 giugno 1998, ore ??:?? CEST Primo turno Andata                                                              | Ebbw Vale | 1 – 6 referto                                                       | Kongsvinger |  |
| \| \| \| \| \| Perry ?’ \| Marcatori \| 20’ Evensen 35’ Ernstsson 52’ Berg 75’ Solberg 77’ Alm 85’ Dybendal \| |           |                                                                     |             |  |
| |           |                                                                     |             |  |
| Perry ?’ | Marcatori | 20’ Evensen 35’ Ernstsson 52’ Berg 75’ Solberg 77’ Alm 85’ Dybendal |             |  |

| Kongsvinger 28 giugno 1998, ore ??:?? CEST Primo turno Ritorno    | Kongsvinger | 3 – 0 referto | Ebbw Vale | Gjemselund Stadion (213 spett.) |
| \| \| \| \| \| Ernstsson 69’, 80’ Dybendal 74’ \| Marcatori \| \| |             |               |           |                                 |
|                                                                   |             |               |           |                                 |
| Ernstsson 69’, 80’ Dybendal 74’                                   | Marcatori   |               |           |                                 |

| 5 luglio 1998, ore ??:?? CEST Secondo turno Andata           | Twente    | 2 – 0 referto | Kongsvinger |  |
| \| \| \| \| \| ter Avest 19’ De Witte 51’ \| Marcatori \| \| |           |               |             |  |
|                                                              |           |               |             |  |
| ter Avest 19’ De Witte 51’                                   | Marcatori |               |             |  |

| Kongsvinger 11 luglio 1998, ore ??:?? CEST Secondo turno Ritorno | Kongsvinger | 0 – 0 referto | Twente | Gjemselund Stadion\| Arbitro: \| 356 \| |
| Arbitro:                                                         | 356         |               |        |                                         |